# آقا (فیلم ۱۹۹۳)
 آقا (به انگلیسی: Sir) فیلمی است محصول سال ۱۹۹۳ و به کارگردانی ماهش بات است. در این فیلم بازیگرانی همچون نصیرالدین شاه، پوجا بات، آتول آگنیهوتری، پارش راوال، آواتار گیل، سونی رازدان، سوشمیتا موکرجی، گلشن گروور، مشتاق خان و ماکاراند دشپانده ایفای نقش کرده‌اند.